# Роберто Строци
Робèрто Стрòци (на италиански: Roberto Strozzi; * 1515, Флоренция, Флорентинска република; † 1566, Флоренция, Флорентинско херцогство) от флорентинската фамилия Строци, е барон на Колалто, банкер и меценат. Той е ключова фигура на флорентинските изгнаници в Италия, настроени срещу управлението на Медичите във Флоренция.

## Произход
Роберто е син на Филипо Строци Млади (* 1489, † 1538), кондотиер, политик и банкер от фамилията Строци, и на Клариса де Медичи (* 1489, † 1528), флорентинска аристократка. Негови дядо по бащина линия са Филипо Строци Стари, политик, търговец и банкер, и Селваджа Джанфиляци, а по майчина – владетелят на Флоренция Пиеро II де Медичи Злочестия и Алфонсина Орсини. Има шест братя и три сестри:
- Пиеро (* ок. 1510, † 1558), барон на Еперне, кондотиер, маршал на Франция (1544); съпруг на Лаудомия де Медичи
- Мария, съпруга на Лоренцо Ридолфи
- Леоне (* 1515, † 1554), кондотиер, рицар на Малтийския орден, посланик на Малтийския орден в Константинопол, адмирал на френския флот, бездетен
- Джулио († 1537)
- Винченцо († 1537)
- Алесандро († 1541)
- Луиджа († 1534), съпруга на Луиджи Капони
- Мадалена (Адалена) Строци, съпруга на граф Фламинио дел Ангуилара, господар на Стабия
- Лоренцо (* 1513, † 1571), абат, епископ, кардинал, архиепископ на Алби, архиепископ на Екс ан Прованс.

## Биография

### Начални години и Втора флорентинска република
Роберто получава хуманистично образование по волята на баща си, подобно на братята си Пиеро, Лоренцо и Леоне.

През годините на Втората флорентинска република (1527 – 1530) живее в Падуа. Напуска я през 1529 г., за да се присъедини към баща си в Лука заедно с тримата си братя. С реставрацията на Медичите Строци се завръщат във Флоренция. Отношенията им с херцог Алесандро де Медичи се влошават и Филипо се сближава с кръговете на изгнаниците, настроени против Медичите, както и с кардинал Иполито де Медичи, братовчед и съперник на херцога. Затова Роберто и брат му Пиеро се местят в Рим.
- Херцог Алесандро де Медичи
- Иполито де Медичи

### Борби с Медичите и живот в Рим
През 1537 г. убийството на херцог Алесандро съживява амбициите на изгнаниците в различни италиански градове, които организират първите опити за щурм на Флоренция. С брат си Пиеро от Болоня Роберто организира въоръжена намеса. Баща им, който иска дипломатическо споразумение с Медичите, не е съгласен с тях. По този повод Роберто отива в Рим, за да поиска финансовата помощ на кардинал Николо Ридолфи. След като опитът на Пиеро в Тоскана се проваля, Роберто се присъединява към него и го разубеждава от организирането на по-нататъшни експедиции, като го връща обратно в Рим.
В римския дом на Строци недалеч от замъка Сант Анджело Роберто усъвършенства хуманистичното си образование под ръководството на Бенедето Варки. Баща му Филипо всъщност желае той да се насочи към църковната кариера, но невъздържаността и непостоянството на Роберто, склонен повече „към оръжието, отколкото към църквата“, му попречват и баща му го заплашва със спиране на финансирането за децата му и затварянето на техният римски дом.

### Живот във Венеция
През юни 1537 г. Филипо моли децата му да се присъединят към него във Венеция. Там той се среща с френския посланик Жорж д'Арманяк. С подкрепата на френския крал Строци планират преврат срещу Медичите във Флоренция. Роберто с 1500 души участва във военните маневри, окупирайки Монтепулчано. При Монтемурло през август 1537 г. войските на баща му са разбити и той е заловен. През 1538 г., с подкрепата на Катерина де Медичи, съпруга на френския дофин, Роберто и брат му Леоне неуспешно се опитва да преговарят за освобождаването на баща си в императорския двор, като първо отиват в Барселона, а след това в Ег Морт и Ница по повод срещата между Валоа и Хабсбургите. Смъртта на Филипо Млади в затвора само подклажда враждебността на Роберто и братята му към Медичите. През 1539 г. те допълнително заздравяват връзката с „тосканския грубиян“ Лоренцино де Медичи чрез двоен брак с двете му сестри: Пиеро се жени за Лаудомия, а Роберто – за Мадалена де Медичи, която му ражда седем дъщери и мъжки наследник. Роберто омъжва трите си най-големи дъщери, за да укрепи съюзите с други семейства на антиимперски изгнаници, като Фиески и Орсини.
През следващите години Роберто пътува между Венеция, Ферара и Рим по работа и по семейни причини. Във Венеция той посещава кръга от изгнаници против Медичите, включително Донато Джаноти и неговия девер Лоренцино, с които става близък приятел.

### Прогонване от Венеция и живот в Рим
През 1547 г. Строци са прогонени от Венеция. Роберто се установява в Рим, където присъствието му начело на семейната банка е задължително. За разлика от братята си той остава стабилно в Италия и се превръща в един от основните представители на флорентинските изгнаници, настроени против Медичите. Значима е ролята му като финансов и политически посредник между тях и френския двор: от името на брат си Пиеро Роберто предава суми пари за агентите и посланиците на френския крал в Италия и ръководи набирането на средства сред тосканските банкери в Лион през 1546 г., насочени към финансирането с голяма сума на антихабсбургския съюз между Франсоа I и протестантските князе от Шмалкадската лига. Като награда за услугите му кралят му предлага писма за натурализация през 1544 г. и го номинира почетен рицар на дофината на Франция Катерина де Медичи.
С възкачването на трона на Анри II през 1547 г. Роберто с братята и съпругата си отива в двора, за да отдаде почит на новия суверен със скъпоценности и произведения на изкуството и да укрепят връзката с кралицата на Франция. По този повод той получава титлата на рицар на краля, а две от дъщерите му стават придворни дами на Катерина де Медичи. През 1548 г. той също получава командването на абатството Сен Виктор в Марсилия, поискано за него от кардинал Жан дю Беле в замяна на отпуснатите заеми и за ролята му на съветник и посредник между агентите на краля и Фарнезе. През следващите години, въпреки наградата от 5000 скуди, дадена на главата му от Козимо I де Медичи и многократните неуспешни опити за убийство срещу него, Роберто остава един от основните представители на флорентинската нация в Рим на позиция против Медичите.

### Участия в борбата срещу Медичите и смърт
От името на брат си Пиеро той събира средства за финансирането на военната кампания в Тоскана през 1553 – 54 г. за прогонването на Козимо I де Медичи. Освен че подкрепя и закриля различни изгнаници като Бартоломео Кавалканти, Роберто се ангажира с това брат му Лоренцо да стане кардинал и поддържа отношения с брат си Леоне, за няколко години отстранен от служба на краля: през декември 1553 г. именно Роберто убеждава Леоне да се върне с Франция и да подкрепи опита със собствената си флота на брат им Пиеро в Сиена. Зад всички военни операции на Пиеро стоят ръката и парите на Роберто, който е ключова фигура на флорентинските изгнаници в Италия.
Въпреки моментите на напрежение с Юлий III, Роберто остава привилегирован посредник между папата и френските посланици. След като събира необходимите средства във Ферара, през декември 1553 г. той придружава брат си Пиеро до Сиена и участва пряко във военните операции срещу херцогството на Козимо, до трагичния изход от битката при Марчано на 2 август 1554 г.
Под понтификата на Павел IV Роберто не престава да планира нови експедиции срещу херцогството на Медичите с херцога на Парма Отавио Фарнезе, като може да разчита на безусловната подкрепа на могъщия кардинал-племенник Карло Карафа, когото Роберто придружава до френския двор през 1556 г. и от чието име работи през пролетта на 1557 г. в Италия. Смъртта на брат му Пиеро през 1558 г. и упадъкът на всякаква конкретна перспектива за сваляне на властта на Медичите подтиква Роберто през 1561 г. да договори споразумение за мир с Козимо I, което завършва със завръщането му във Флоренция. Роберто умира в родния си град през 1566 г. на около 51-годишна възраст.

## Меценатство
Роберто Строци е голям меценат, поръчител и посредник на художествени произведения. Това е видно в изпращането на две Prigioni на Микеланджело на маршала на Франция Ан дьо Монморанси през 1550 г. като подарък за краля (двете статуи са предложени от твореца на Роберто в замяна на оказаното му гостоприемство в предходните години), както и в „перспективата“, поръчана на Бастиано да Сангало (известен като Аристотеле) за неговата римска резиденция по случай карнавала от 1546 г. Роберто също така поддържа връзки с Якопино Дел Конте, който го изобразява два пъти, с Франческо Салвиати, който също го изобразява, и с Тициан, на когото поръчва портрета на дъщеря си Клариса. През 1559 г. от името на Катерина де Медичи, Роберто се обръща към Микеланджело и след това към Даниеле Ричарели да Волтера, за да почетат починалия Анри II с бронзова конна статуя.
Връзките му с известни писатели също са интензивни: той може да бъде открит под перото на мадригалистите Джироламо Парабоско и Чиприано де Роре, на музиканта Силвестро ди Ганаси, който му посвещава трактата си Rubertina Rubertina, на хуманиста Антонио Бручоли, който го представя като герой в неговите „Диалози“, както и от Пиетро Аретино, който не спестява критиките си към него.

## Брак и потомство
∞ 1539 г. за Мадалена де Медичи (* ок. 1523, † 1583), дъщеря на Пиерфранческо де Медичи Млади и Мария Содерини, от която има един син и седем дъщери:
- Клариса Строци († 1581), ∞ за Кристофоро Савели
- Луиджа Строци († 1548, Рим)
- Леоне Строци (* 1555, † 1632), ∞ за Софонизба Савели († 16 ноември 1618, Рим)
- Алфонсина Строци, придворна дама на Катерина де Медичи, чрез бракграфиня на Лаваня; ∞ за Шипионе Фиески
- Катерина Строци, ∞ 1571 за Карло Фаусто Орсини
- Джулия Строци, чрез брак господарка на Неми; ∞ за Муцио Франджипани
- Иноченца Строци, монахиня
- Корнелия Строци